# Ísafjarðardjúp

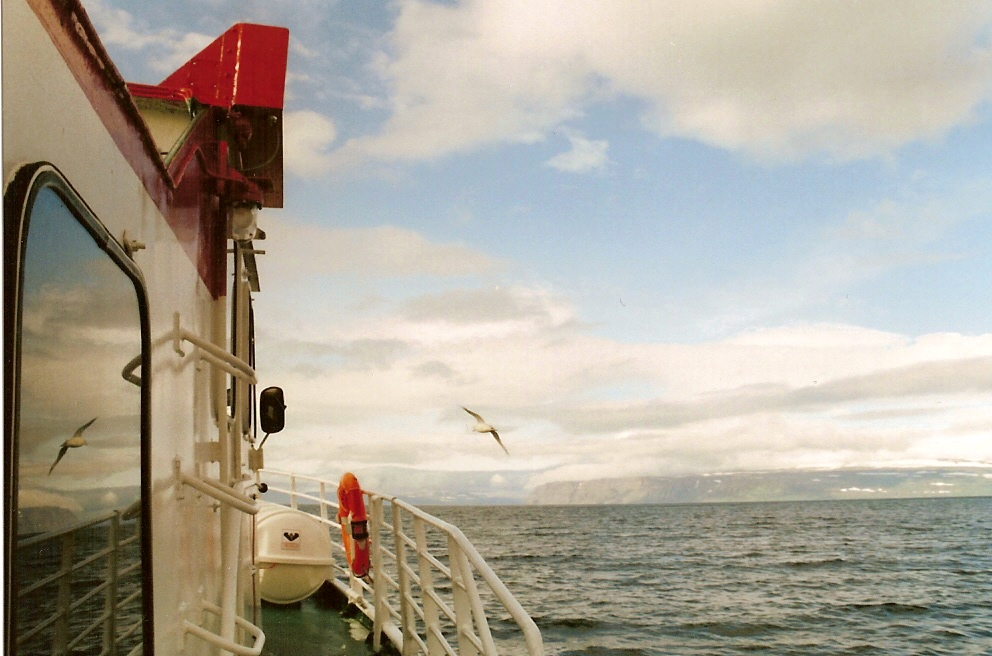
Ísafjarðardjúp, im Hintergrund der Snæfjallaströnd auf der Halbinsel Hornstrandir

Das Ísafjarðardjúp (deutsch „Eisfjordtiefe“) ist der größte Fjord in der isländischen Region Vestfirðir. 
Er schneidet ca. 75 km ins Landesinnere ein und ist in viele Nebenfjorde verzweigt. Mit der Verlängerung des Fjords Ísafjörður, in den er übergeht, misst er ca. 120 km. 
Im Fjord liegen einige Inseln. Die größten sind Vigur, Æðey (nahe Snæfjallaströnd) und Borgarey (im Fjord Ísafjörður). Im Norden des Ísafjarðardjúp liegen die einsame und völlig unbewohnte Halbinsel Hornstrandir, ein beliebtes Wandergebiet, und Snæfjallaströnd, wo das ganze Jahr über Schnee liegt (unterhalb des Gletschers Drangajökull, ca. 620 km²).
Kaldalón, ein kleiner Fjord, reicht bis fast an eine der Gletscherzungen heran, man kann dorthin wandern. Der isländische Arzt und Komponist Sigvaldi Kaldalóns (geb. Stefánsson) benannte sich nach diesem Fjord. 
Zahlreiche ziemlich lange Seitenfjorde (bis ca. 30 km) zweigen v. a. nach Süden ab:

## Die Seitenarme des Ísafjarðardjúp
Im Einzelnen sind das folgende (im Uhrzeigersinn im Nordwesten beginnend):
- Kaldalón (dt. „Kalte Lagune“)
- Ísafjörður (dt. „Eisfjord“)
- Reykjarfjörður (dt. „Rauchfjord“)
- Vatnsfjörður (dt. „Wasserfjord“)
- Mjóifjörður (dt. „Schmaler Fjord“)
- Skötufjörður (dt. „Rochenfjord“)
- Hestfjörður (dt. „Pferdefjord“)
- Seyðisfjörður (dt. „Schafsfjord“)
- Álftafjörður (dt. „Schwanenfjord“)
- Skutulsfjörður (dt. „Harpunenfjord“), auf einer Halbinsel in ihm liegt die Stadt Ísafjörður
- Bolungarvík (dt. „Holzhaufenbucht“)